# Řezenská cesta
Řezenská cesta (také Česká cesta) byla nejdůležitější cestou mezi českou kotlinou a Podunajím od paleolitu do vrcholného středověku. V různých modifikacích je kontinuálně používána do současnosti. Cesta prostupovala pohořím tzv. Českého/Hornofalckého lesa a spojovala prostory rozvodí Dunaje a Labe. Díky tomu lze Řezenskou cestu považovat za jednu z nejdůležitějších cest střední Evropy a bezpochyby významný úsek, jež propojoval nejen západní, jižní a východní Evropu, ale tvořil jednu z klíčových částí globální trasy mezi Evropou a Asií.

## Přírodní podmínky

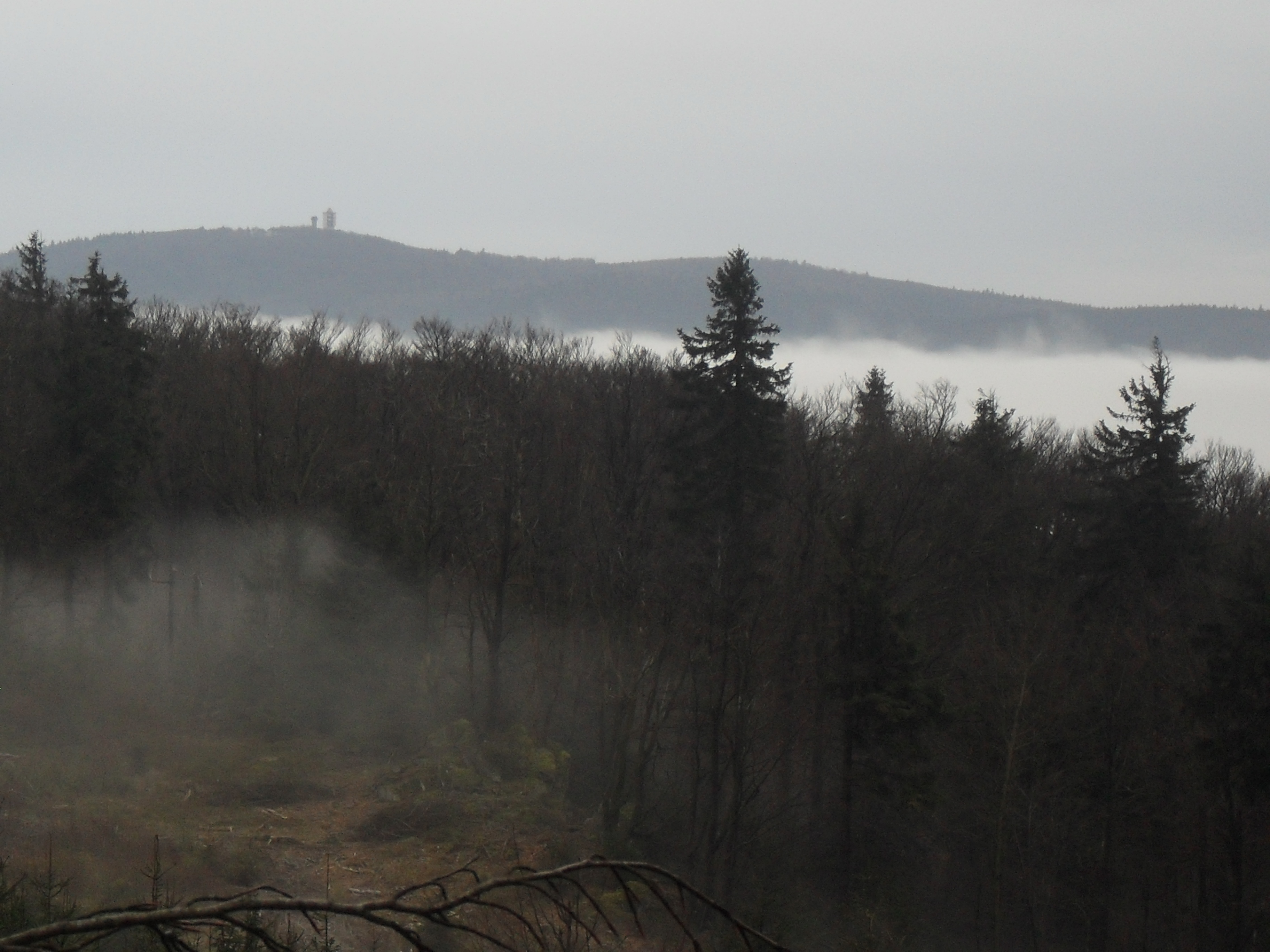
Čerchov, nejvyšší hora Českého lesa

Řezenská cesta dokonale respektovala regionální geomorfologické a hydrologické podmínky. Začínala v prostoru Dunajského kolene (v prostoru dnešního Řezna), kde se křížila se severojižní dunajskou pobřežní cestou, v římském období známou jako via iuxta amnem Danuvium. Její hlavní trasa procházela chamsko-furthskou sníženinou podél řeky Řezné (Regen) a Kouby (Chamb). Poté procházela Českým lesem, podél Teplé a Studené Bystřice k domažlickému průsmyku na jižním úbočí Čerchova. Druhou alternativní větví byla trasa směřující povodím řeky Náby a Schwarzachu k prostupu na Černém potoce severně od Čerchova. Tyto dvě hlavní větve se následně původně setkávaly v domažlické kotlině, odkud pokračovaly hlavní trasou podél řeky Zubřiny k soutoku s Radbuzou. Podél řeky dál mířila do plzeňské kotliny a odtud do pražské kotliny protnuté Vltavou, která se severně vlévá do Labe.

## Historie

### Pravěk

#### Paleolit, neolit, eneolit
Přítomnost člověka v chamsko-furthské sníženině je již pro starší dobu kamennou prokázána objevem pěstního klínu v Pösingu, západně od Chamu. Na základě dalších nálezů používaných surovin v horním Bavorsku a Čechách lze předpokládat, že právě chamsko-furthská snížena byla významným nástupním prostorem k průchodu Českým lesem a Všerubskou vrchovinou již před více než 250 000 lety. Další stopy tranzitu tak pozorujeme až v mladší době kamenné, kdy horskou krajinou migrovali lidé využívající štípanou industrii. Do Čech putují především rohovce těžené v bohatých ložiscích u Arnhofenu nedaleko Abensbergu, západně od Řezna. Pro tuto významnou trasu se vžil název „pazourková cesta“, něm. „Feuersteinstraβe“. Cesta tvořila významnou osu neolotického a eneolotického osídlení. 

#### Doba bronzová

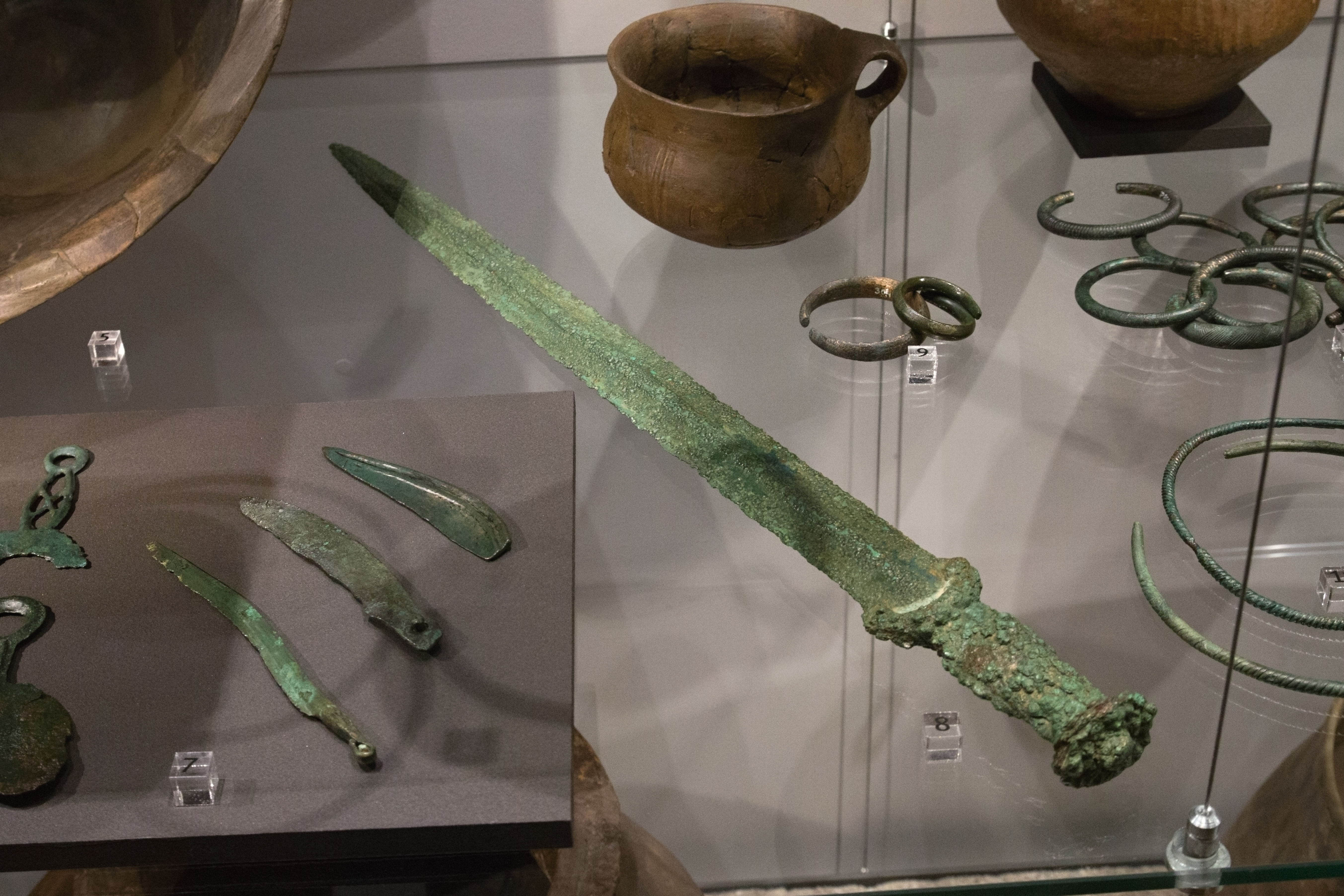
Bronzové artefakty z okolí Milavčí (okr. Domažlice)

Trasa byla intenzivně využívána v době bronzové, kdy jsou ve všech zásadních horských prostupech a jejich okolí evidovány nálezy bronzových artefaktů. Nálezy surového bronzu svědčí, že tudy procházel obchod s touto strategickou komoditou. Patrně byla cesta důležitou transportní linií také pro dílčí suroviny, z nichž byl bronz sléván. V Čechách se nacházela ložiska mědi nebo cínu, který byl těžen severně od trasy ve Slavkovském lese a Krušných Horách.

#### Doba železná
Trasa procházela bohatými hornofalckými a českými oblastmi na železnou rudu, což ji předurčilo již v době halštatské k transportu strategické suroviny, železa. Výnosný obchod mohl vést v podhůří k etablování velmi bohatých a mocných lidí. Vládnoucí elity budovaly podél trasy mohutná opevněná hradiště. Největší se nacházela například na Černém vrchu u Svržna. Podél trasy byly zřizovány halštatské dvorce, například v Regenburg-Kumpmühl, ve Štítarech. Tyto skutečnosti dokládají i objevená bohatá pohřebiště elity. Pozoruhodný je zejména nález z Mírkovic s železnými zbraněmi, zlatými šperky, s dvoukolovým vozem a koňskými postroji. Mezi nálezy byla nádoba typu stamnos-situla, jež je raritním dokladem dálkového tranzitu z Etrurie do české kotliny.

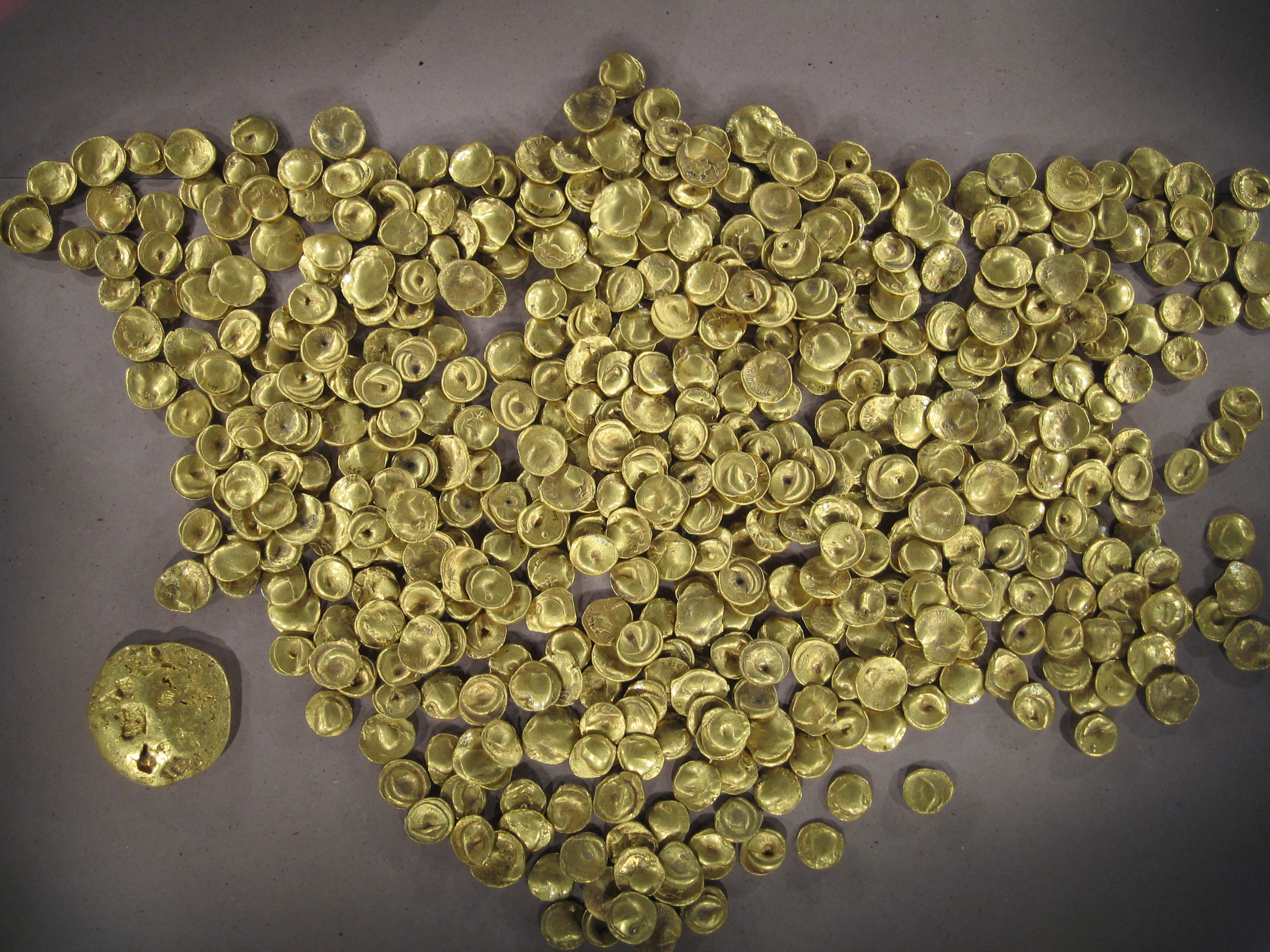
Keltské mince z oppida Manching, patrně vytvořené ze zlata těženého v české kotlině

V mladší době železné cesta propojovala významná oppida v Podunají, jako Kelheim nebo Manching, s oppidy ve středních Čechách, zejména se Stradonicemi a Závistí. Menší oppidum Lamberg u Chamu kontrolovalo prostup chamsko-furthskou sníženinou. Po cestě probíhal tranzit klíčových surovin, zejména zlata a železa.

#### Doba římská

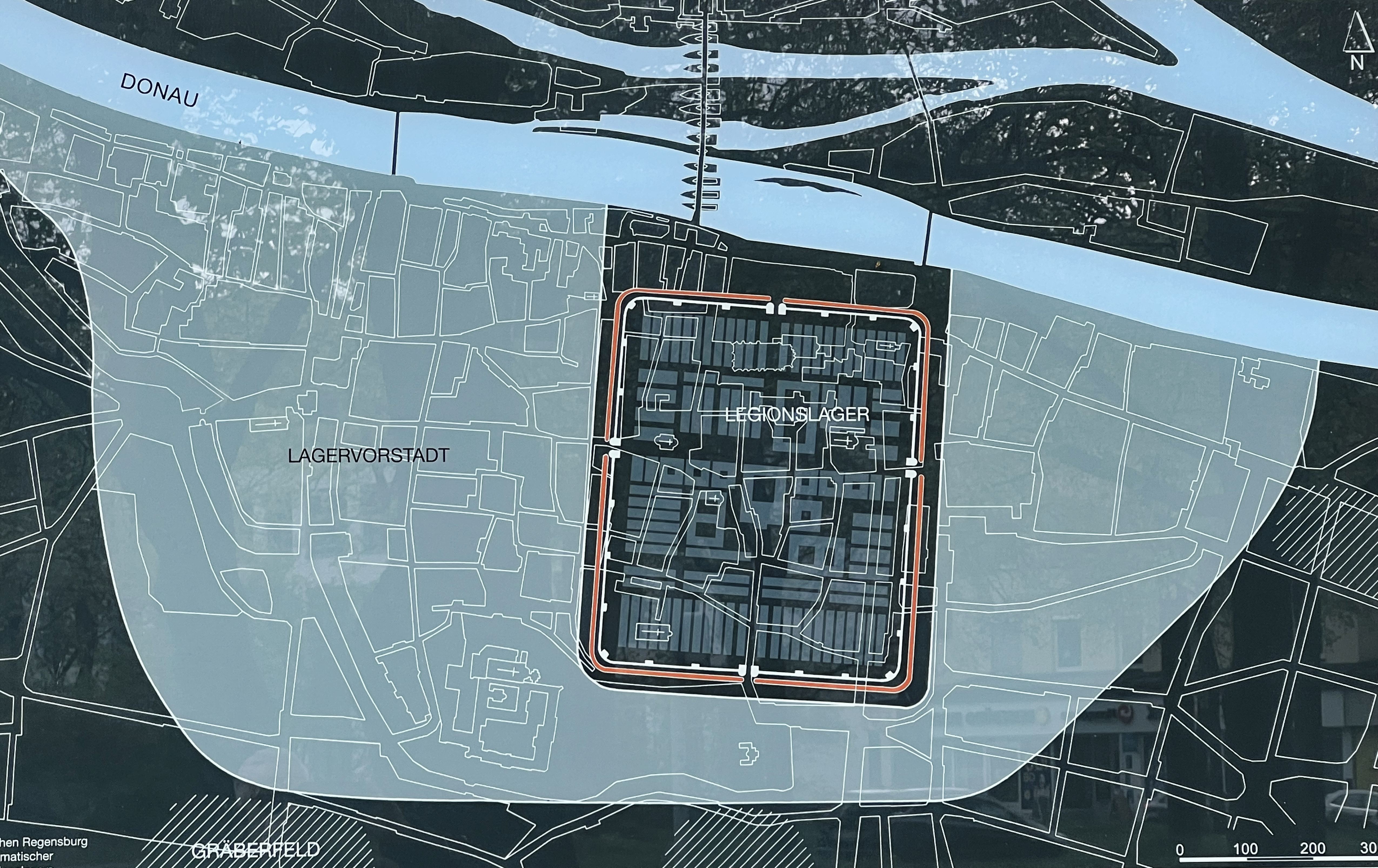
Půdorys římského tábora Castra Regina na Dunaji

Římská expanze vedená Tiberiem a Nerem Claudiem Drusem severně měla za cíl vstoupit až do české kotliny, zničit Marobudovu říši a vytvořit provincii Boiohaema. Tento pokus byl zastaven bitvou v Teutoburském lese v roce 9. n. l. Jihozápadně byla zřízena provincie Raetia. Podél hraniční řeky Dunaje začal být budován limes romanus. Proti cestě z Českého lesa, která plynule pokračovala v jedné linii až do hlavního města provincie Augusta Vindelicum (dnešní Augsburg), byla zpevněna kastelem v prostoru Regensburg-Kumpfmühl. Tento tábor byl zničen v průběhu Markomanské expanze z české kotliny ve 2. století. Začaly Markomanské války vedené císařem Marcem Aureliem. Strategický kastel byl nahrazen velkým táborem pro 3. italickou legii, který byl nazván Castra Regina. Monumentální tábor se stal nejen nejvýznamnější vojenskou pevností na Dunaji, ale zároveň obchodním centrem zasvěceným bohu Merkurovi, které zprostředkovávalo kontakty s germánskými kmeny na východě. během 3. až 5. století byla cesta využívána ke germánským vpádům do Římské říše. Prostorovou provázanost germánských kmenů rozložených poblíž římského dunajského limitu s těmi v české kotlině jednoznačně dokládá keramika typu Friedenhain-Přešťovice. K roku 408 je kladeno definitivní zničení Castra Regina, k zhroucení provincie Raetie došlo roku 476.

## Raný středověk

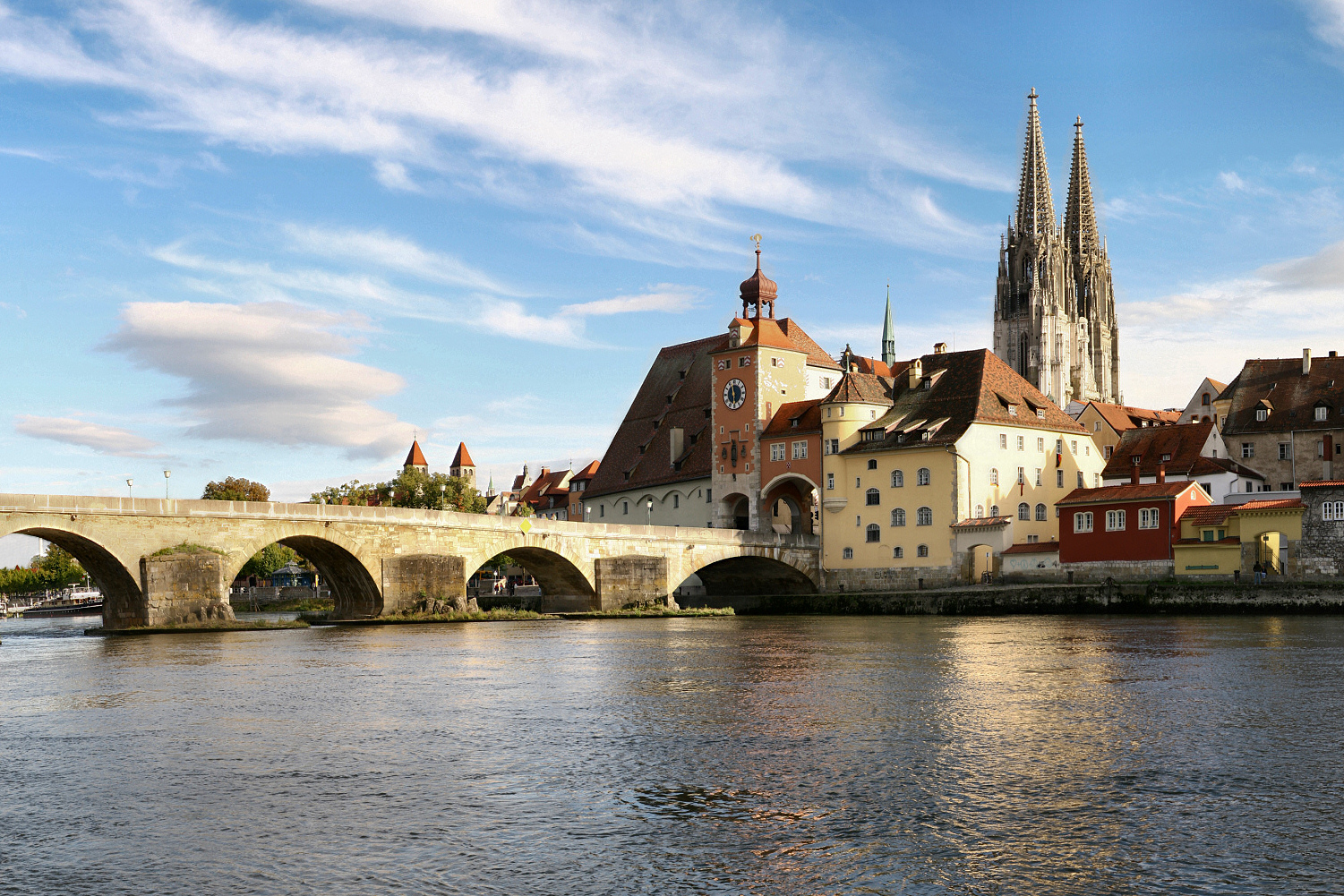
Řezno, původní hlavní město Bavorska

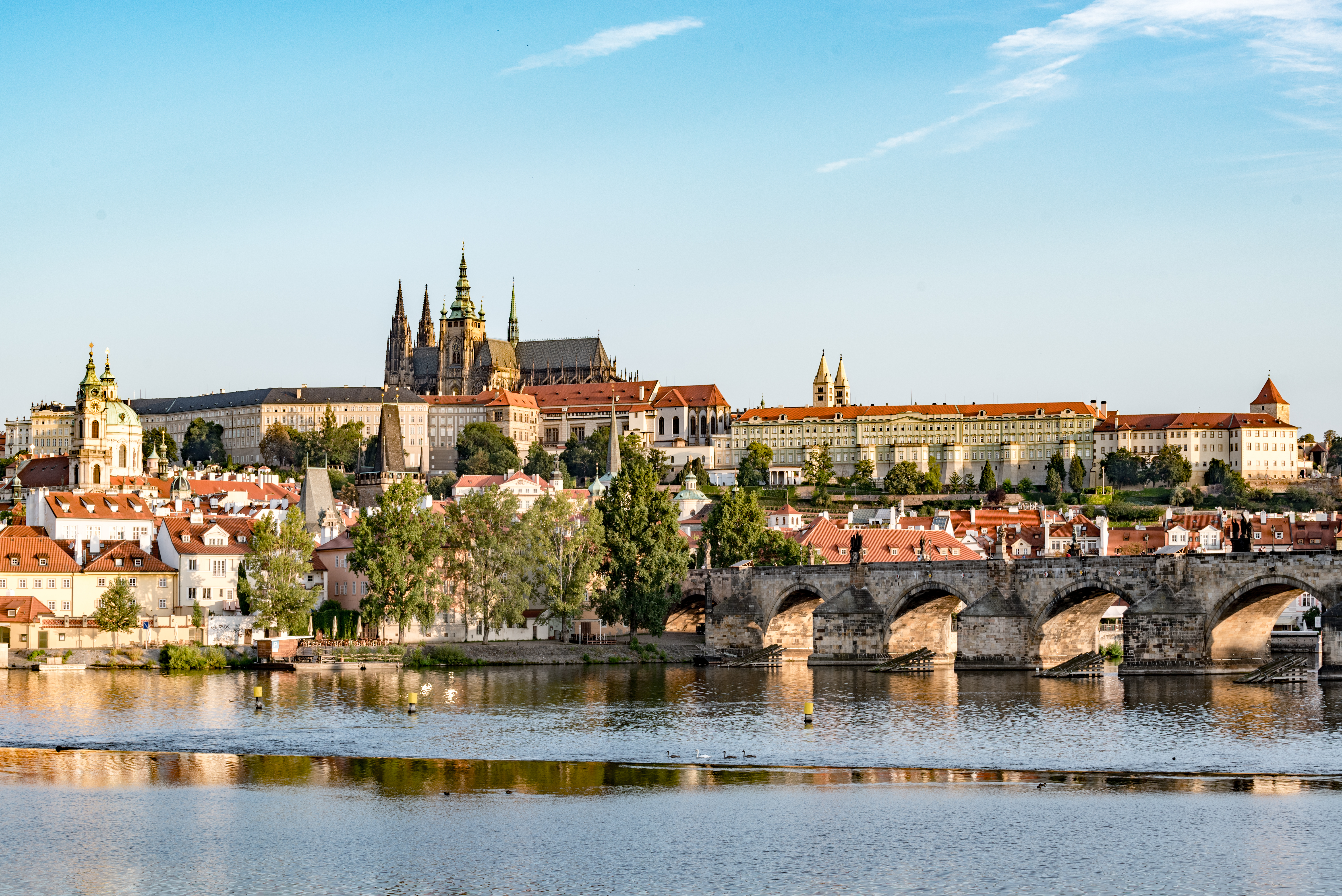
Praha, hlavní město Čech

Ruiny bývalého římského tábora se staly místem, které bylo intenzivně přestavováno v mocenské centrum etablující se nové říše Bavorů pod vedením vévodů z rodu Agilolfovců. Castra Regina se transformovala v Řezno, německy Regensburg. Severovýchodní hranici tvořily zalesněné hory, tzv. Silva Nortica, Nortwald. V roce 788 se bavorského vévodství zmocnil Karel Veliký a připojená metropole na Dunaji se stala nejvýznamnější královskou falcí v jižním Německu. Pohraniční hory se staly důležitou východní hranicí Franské říše. Na sever od Dunaje vznikaly správní obvody, z nichž podél hlavní trasy, Řezenské stezky, byla zřízena nejvýznamnější marka Camm (dnešní Cham) připomínaná již od 6. století. Patrně v téže době na druhém konci cesty byla založena Praha, hlavní město Čechů. 
Řezenská cesta se stala z hlediska vojenství, obchodu i transferu kulturních impulzů nejvýznamnější spojnicí střední Evropy. Propojovala povodí Dunaje a Labe. Spojila hlavní město Bavorska (Východofranské Říše) s centrem Čech. Propojila germánský svět se slovanským, což z obou koncových měst učinilo obchodní metropole. Praha se stala nejvýznamnějším trhem s otroky, kteří putovali z východní Evropy přes Řezno do západní Evropy a Afriky.

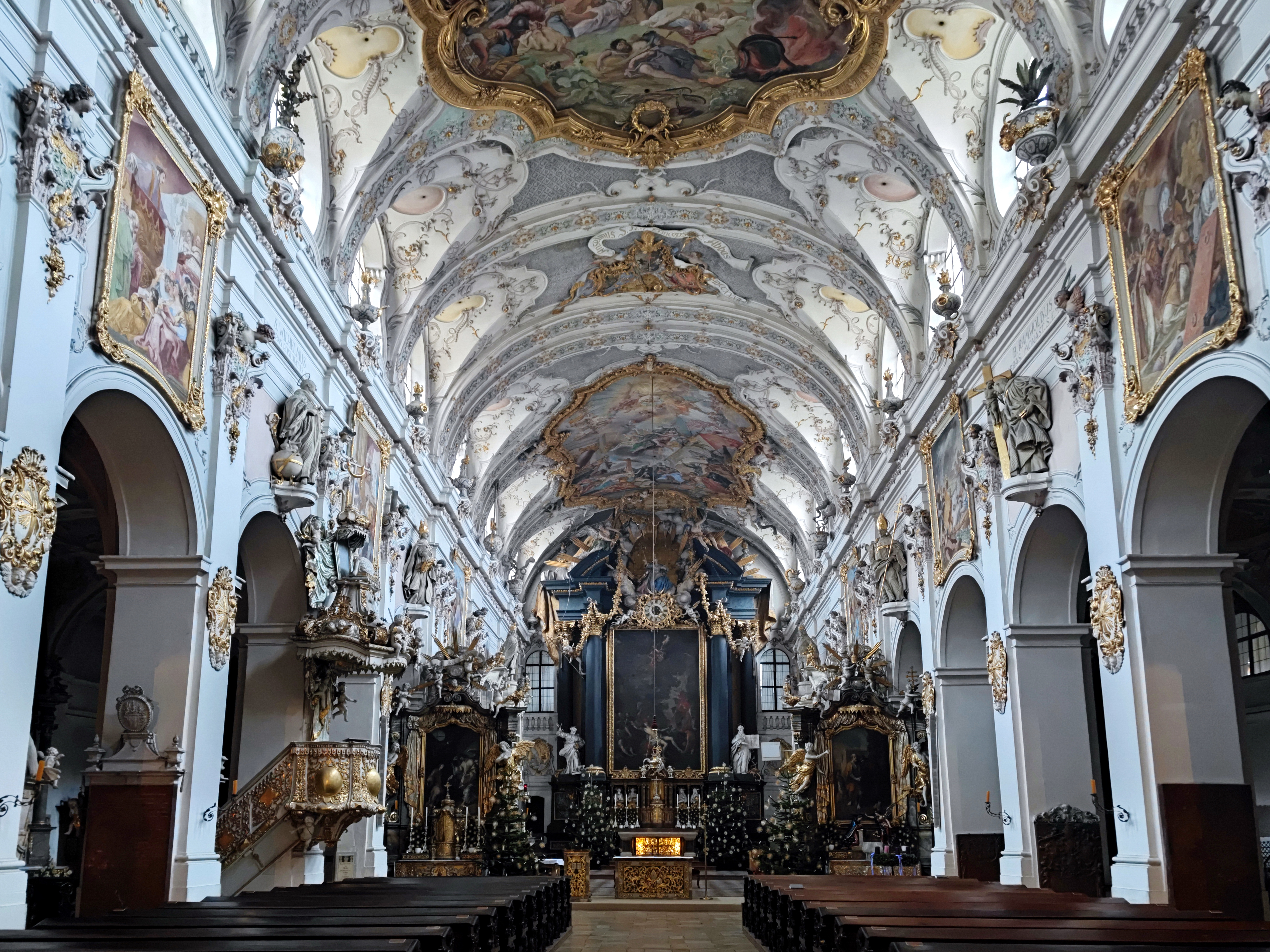
Vnitřní prostor baziliky sv. Jimrama v Řezně

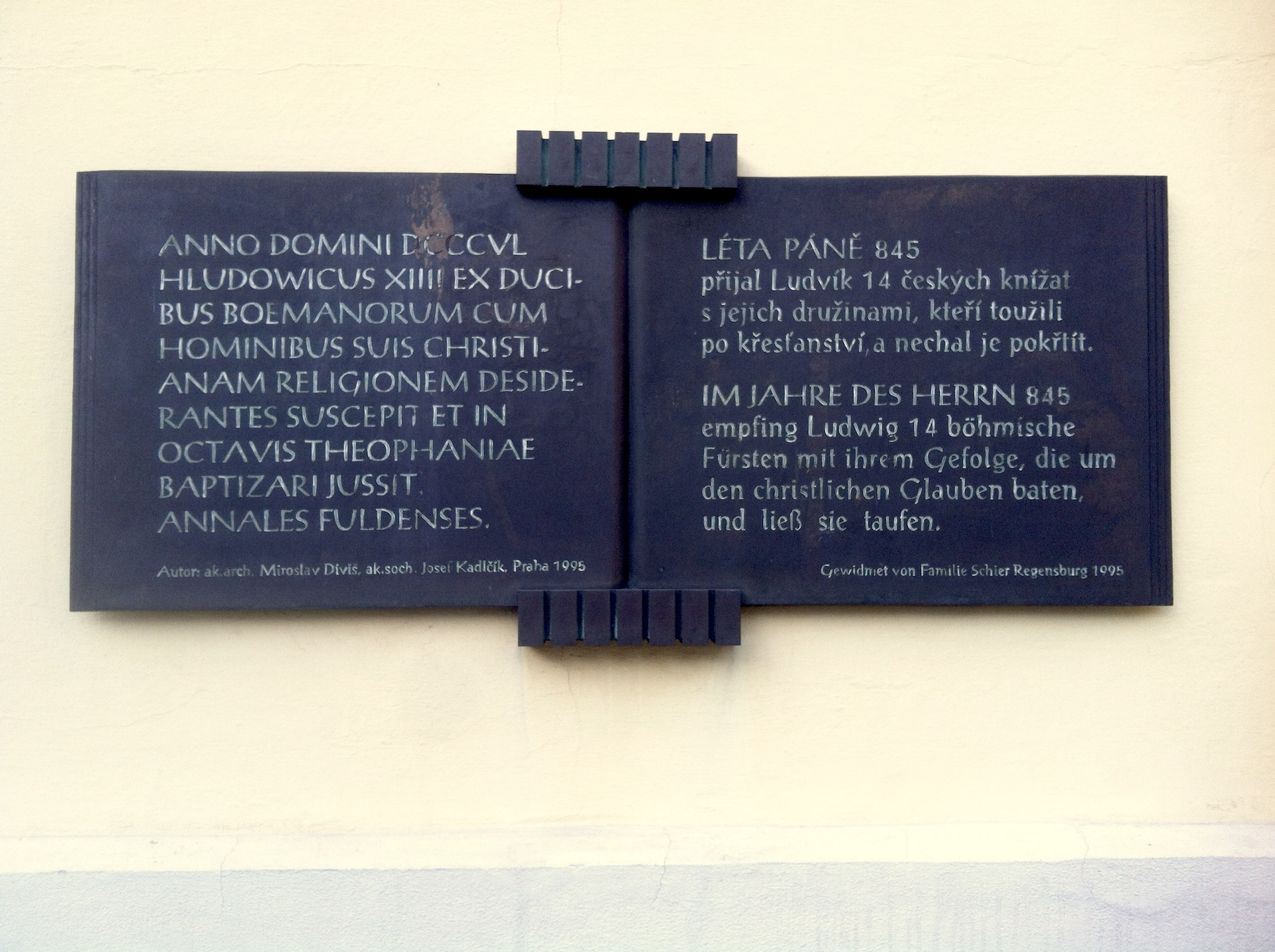
Trojjazyčná pamětní deska připomíná slovy fuldských letopisů křest v roce 845.

Řezno mělo klíčový význam pro rané české dějiny. Na dvoře Ludvíka II. Němce bylo v roce 845 pokřtěno 14 českých knížat, mezi nimž byl zřejmě i děd či otec prvního doloženého českého knížete z rodu Přemyslovců, Bořivoje I. Z Řezna poté započala cílená christianizace Čech a odtud byla řízena první církevní organizace, tzv. archipresbyteriát. Od roku 895, kdy se v Řezně podřídil Spytihněv králi Arnulfovi, stalo se české knížectví v církevním ohledu součástí řezenského biskupství. Odtud vyjížděl biskup Tuto do Čech, aby světil první kamenné kostely. V řezenském klášteře sv. Jimrama strávil značnou část svého života mnich Kristián, jeden ze synů Boleslava I. K německým králům a císařům do Řezna následně zajížděli čeští panovníci, kteří zde u říšských panovníků usilovali o stvrzení své vlády nad českou kotlinou.
Na sklonku 7. a v 8. století se rozvíjelo osídlení v chamsko-furthské sníženině, kde podél řeky Kouby vznikla Chamská marka. Jejím vojenským a správním centrem se stal Chamský hrad. Duchovním centrem enklávy byl od roku 739 benediktínský klášter Chammünster. Jelikož u soutoku řeky Řezné a Kouby, se spojovaly i hlavní větve Řezenské stezky obcházejících horu Čerchov ze severu a z jihu, stala se tato oblast hlavním vojenským shromaždištěm proti Čechám i výchozím bodem pro christianizaci Čech.

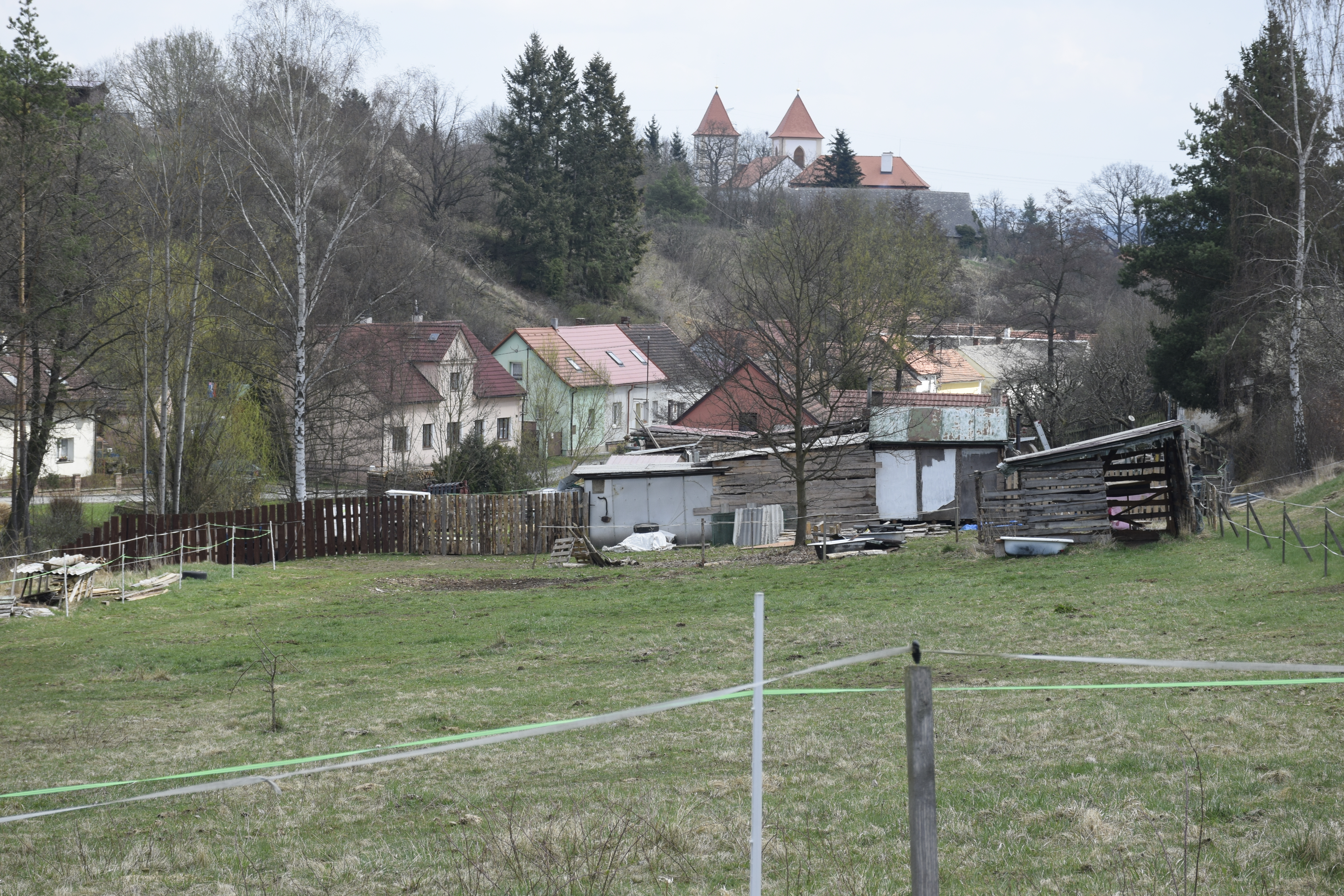
Raně středověké hradiště stálo v Hradci u Stoda

Během 8. století se severozápadně od Dunaje začala kolem Lauterhofenu a Sulzbachu etablovat nová enkláva královské moc, tzv. severní marka zvaná Nordgau. Ta byla zřejmě napojena skrz nové cesty Český lesem směrem k řece Radbuze, podél níž bylo možné dojít k hradištím u Štítar, v Hradci u Stoda a Staré Plzni. Během vlády Karla Velikého vyrostly v Ponábí nová významná vojenská a obchodní centra, Premberg a Nabburg, která zcela jistě využívala severnější alternativní prostupy Českým lesem, které byly rovnoběžné s hlavní trasou Řezenské cesty. Západně odtud pak na této trase vzniklo město Amberg.

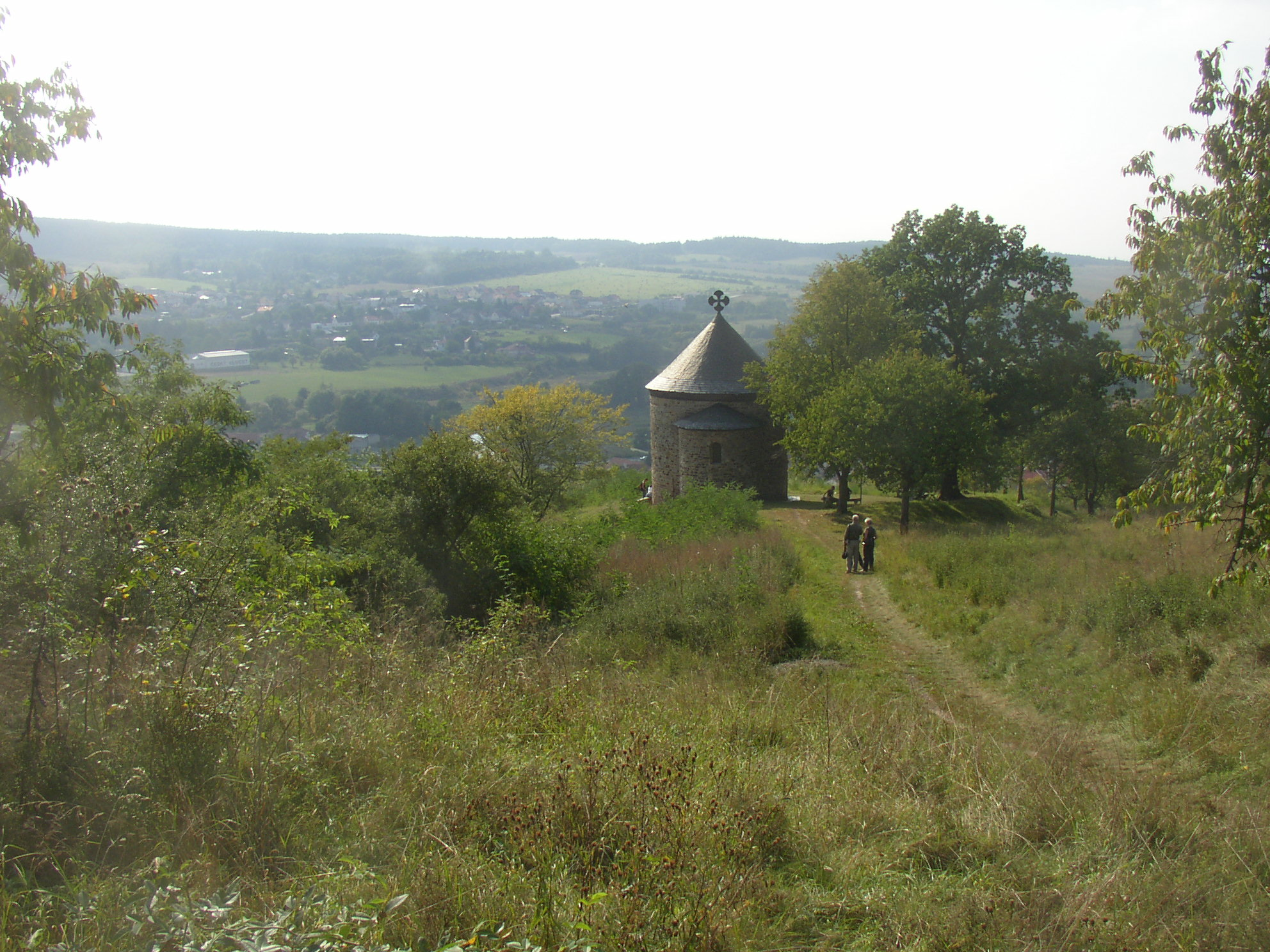
Hradiště Hůrka ve Staré Plzni s dominantní rotundou sv. Petra

Je velmi pravděpodobné, že z prostoru Chamské a severní marky byla následně vedena mnoha vojenská tažení proti Čechům. S velkou pravděpodobností tudy táhla franská vojska Karla Velikého v letech 791 a 805. Fuldské anály k roku 845 připomínají další bitvu mezi Franky a Čechy v zemské bráně, tedy v některém ze strategických horských průsmyků. V roce 929 protáhla po hlavním tahu Řezenské stezky bavorská vojska vévody Arnulfa, která se spojila před Prahou s císařským vojskem Jindřicha I. Ptáčníka,, a společně oblehly českého knížete Václava na Pražské hradišti. Čechové se stali poplatnými Říši, které odváděli tribut. Související Jindřichův dar relikvie (paže) svatého Víta dokládá, že Václava uznával za politického a křesťanského partnera. Další vojenský průtah po Řezenské cestě se konal v roce 976. Vojsko císaře Otty II, bylo podle Dětmara z Mersebursku poraženo českým knížetem Boleslavem II. u Plzně, v tu dobu tedy u mocenského centra ve Starém Plzenci.
Ve falsu z roku 993 je na české straně hor poprvé připomínána poloha Tuhošť, která fungovala jako celní osada, v níž se na vybírání cla podílel břevnovský klášter. Podle Kosmovi kroniky se Tuhošť nacházel u horského prostupu od řeky Kouby. Lokalita je v současnosti sice často kladena do souvislosti s hradištěm u Smolova, je však velice pravděpodobné, že centrální Tuhošť se nacházela přímo v prostoru, kde vyrostly královské Domažlice (latinsky zvané Tugast, německy Taus). O centralitě domažlické kotliny svědčí také archeologické nálezy. V roce 1040 se Tuhošť a Cham staly nástupišti vojsk Břetislava I. a Jindřicha III., která se střetla v zemské bráně u Domažlic. František Palacký bitvu situoval do Všerubského průsmyku. Vžil se pro ni název bitva u Brůdku. Lokalizace bitvy ke vsi Brůdek je v současnosti zpochybňována.

## Vrcholný středověk

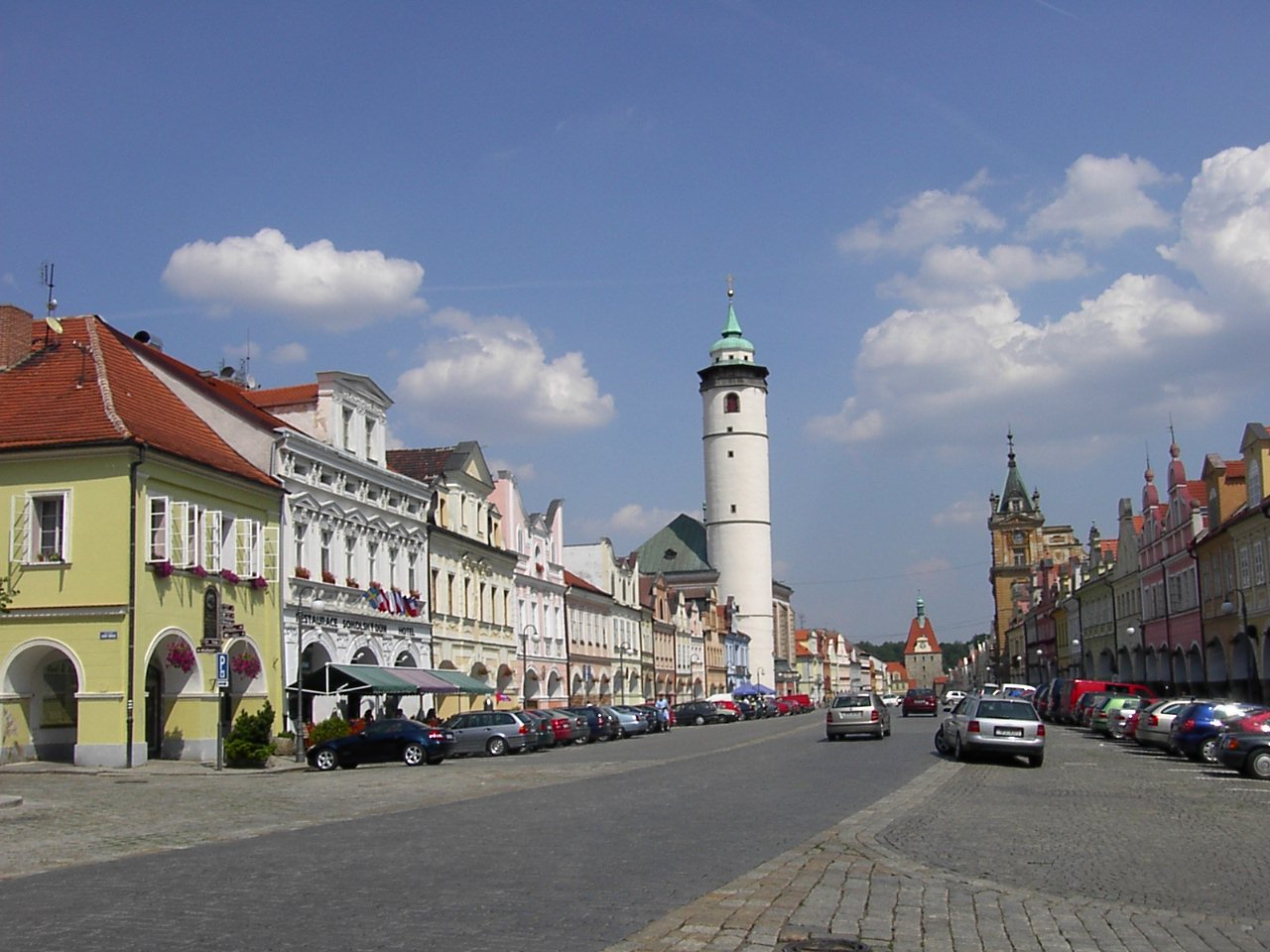
Domažlice, náměstí

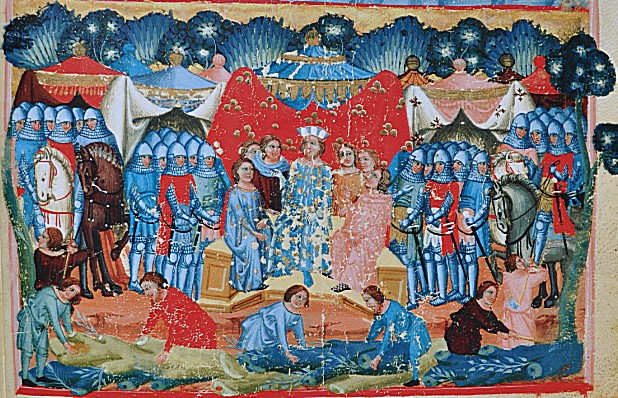
Nejstarší vyobrazení Chodů v Dalimilově kronice ze 14. století

Během 12. a 13. století došlo k transformaci sídelní sítě. Podél hraničních hor byla zakládána mohutně opevněná města. Na české straně se hlavními opěrnými body královské moci staly Domažlice založené králem Přemyslem Otakarem II. Obrana zemské hranice byla posílena domažlickými Chody, kteří byli dle privilegia Jana Lucemburského rozmístěni v minimálně 11 chodských vsích důmyslně rozmístěných při hlavních horských vstupech Řezenské cesty do Čech. Klíčovou byla tzv. Vysoká cesta směřující z Furth im Waldu k Domažlicím. V krajině vyrůstaly také hrady, z nichž převážná část patřila šlechtě. Jde zejména o Starý Herštejn, Rýzmberk a Nový Herštejn.Významně tak byla posílena obrana v tu dobu méně významných vstupů do země.
V Říši v tu dobu probíhaly obchodní a politické pře, které vedly k úpadku Řezna na úkor Norimberku, Pasova či Bavorského vévodství. Novou obchodní tepnou mezi Českým královstvím a Svatou říší římskou se stala Norimberská cesta, která propojila Prahu s obchodní metropolí Norimberkem v Horních Frankách. Posun tranzitu více k severu mohl být příčinou přesunu centra západních Čech ze Staré Plzně do Nové Plzně při soutoku řek Mže, Radbuzy, Úhlavy a Úslavy.

## Pozdní středověk

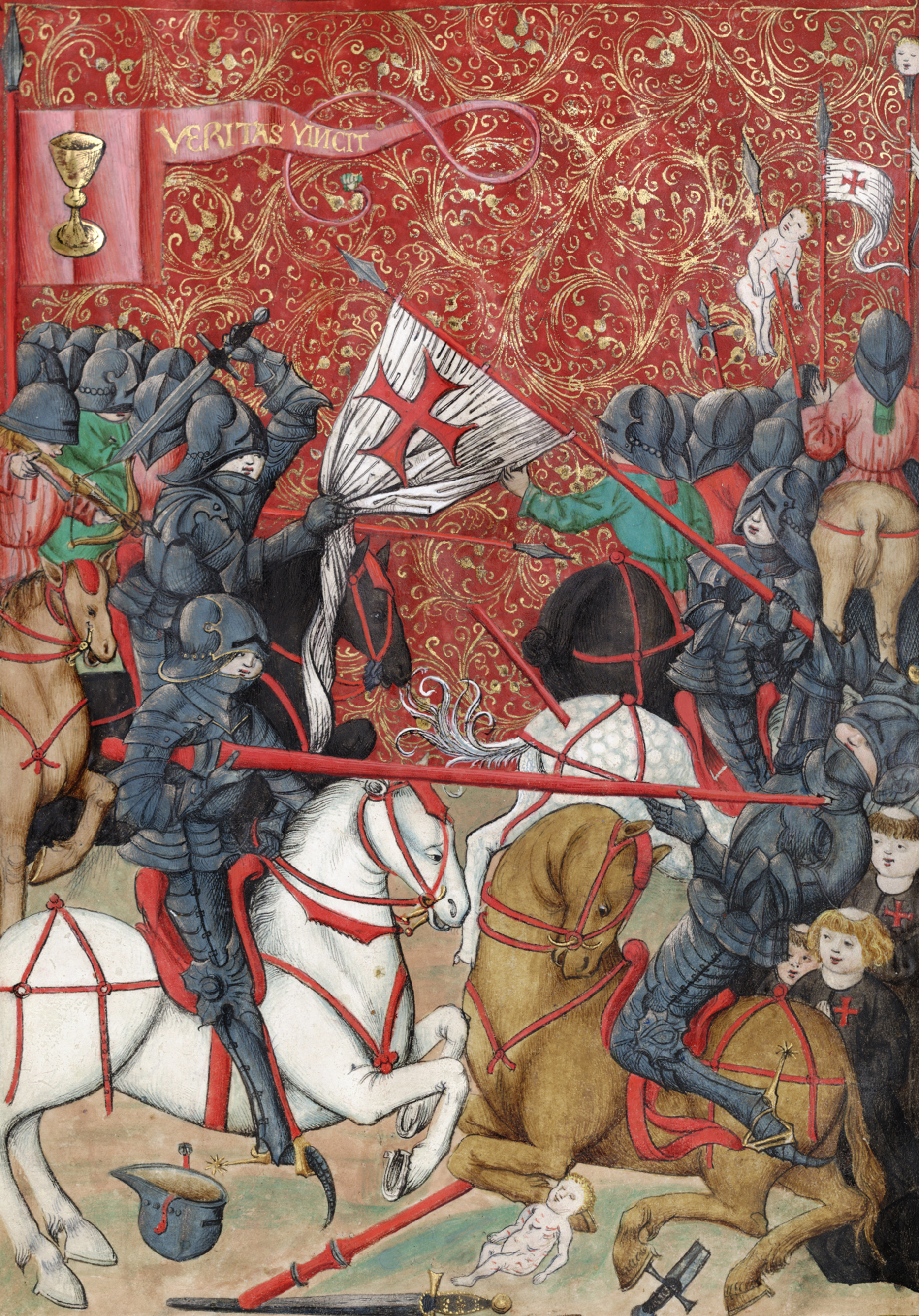
Freska v Betlémské kapli v Praze zobrazující patrně bitvu u Domažlic z roku 1431

Řezenská cesta byla strategickým vojenským koridorem, což se ukázalo zejména během husitských válek. Podél vojenské silnice se udály významné bitvy. V roce 1431 došlo k bitvě u Domažlic a Rýzmberka, v níž husité porazili V. křížovou výpravu. K velké porážce husitské spanilé jízdy na Řezenské cestě došlo v bitvě u Hiltersriedu v Bavorsku v roce 1433.

## Raný novověk

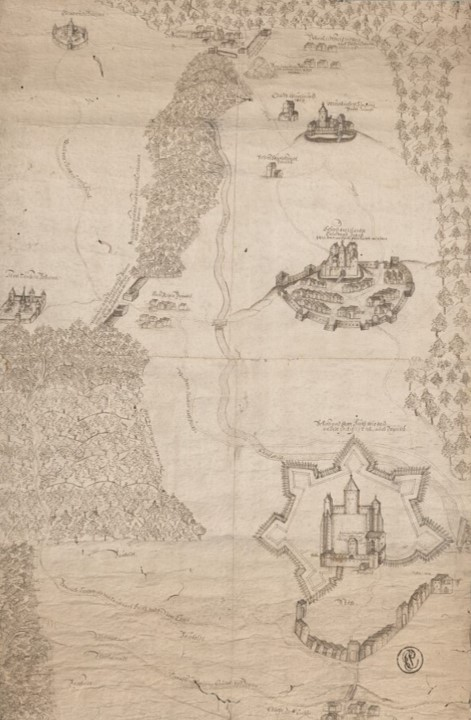
Plán pohraničních opevnění na bavorsko-české zemské hranici v úseku Furth im Wald, Eschlkam, Neukirchen b. H. Blut z roku 1609

Od sklonku 15. a na počátku 16. století probíhala intenzivní kolonizace Českého lesa, a to zejména v oblastech kontrolovaných pohraniční šlechtou. Ta se snažila posilovat význam alternativních přeshraničních tras, podél nichž zakládala vesnice a nejrůznější hospodářské provozy, zejména sklárny. Krajina podél některých cest byla výrazně odlesňována. Otevřeným a z vojenského hlediska nanejvýš rizikovým prostorem se stal úsek podél Všerubské vrchoviny. Roku 1527 byla českým králem Ferdinandem I. Habsburským na hlavní poštovní trasu mezi Prahou a Řeznem jmenována Klenečská cesta, která směřovala přes Horšovský Týn a Klenčí pod Čerchovem k Waldmünchenu. Od druhého desetiletí 17. století začal být posilována obrana zemské hranice. Klíčovou roli během třicetileté války sehrály vstupy u Klenčí pod Čerchovem a Všerub. Válečná polní opevnění zde zčásti setrvala až do 18. století. Během války o španělské dědictví byly některé starší prvky zakomponovány do bavorské zemské defenzivní linie budované v letech 1701 až 1702.

## Industriální období
Od druhé poloviny 18. a během 19. století probíhala rekonstrukce cestní sítě. Vznikaly nové silnice, které byly vedeny ideálním terénem. Jejich úseky byly výrazně napřimovány. Části byly vedeny po umělých náspech.

## Historicko-archeologický výzkum Řezenské cesty
Řezenská stezka byla v roce 2024 identifikována a v roce 2025 vytrasována archeologem Michalem Preuszem z Katedry archeologie Západočeské univerzity v Plzni. V rámci projektu Trans Silvam-strategie Valorizace přeshraničních historických tras a jejich potenciál pro rozvoj cestovního ruchu v česko-bavorském příhraničí. probíhá v současnosti budování mezioborového týmu k detailnímu historicko-archeologickému výzkumu historické trasy a k přípravě podkladů pro posílení její památkové ochrany. Zároveň je cesta vnímána jako důležitá osa lidských aktivit nejen v minulosti, ale i v současné krajině. Historická cesta se tak stává důležitou podkladovou vrstvou pro citlivou krajinnou architekturu a plánování jejího zpřístupnění veřejnosti.  V současnosti navazujeme mezinárodní spolupráci se zástupci vědeckých institucí, zemských, regionálních i lokálních úřadů, s muzei, spolky, zástupci kultury, dopravy, cestovního ruchu v Bavorsku, Čechách i širší Evropě.

### Na výzkumu spolupracuje
1. Katedra archeologie, Filozofická fakulta, Západočeská univerzita v Plzni
2. Západočeské muzeum v Plzni
3. Muzeum Chodska v Domažlicích
4. Ateliér krajinné architektury ČVUT v Praze
5. European Campus Rottal am Inn, Technische Hochschule Deggendorf

## Turismus a cestovní ruch

### Cyklotrasa C3 (Praha - Řezno)
Přibližně v trase historické cesty je v současnosti budována páteřní cyklotrasa C3, která je někdy nazývána Bavorská. Propojuje Prahu, Plzeň, Domažlice, Furth im Wald, Cham a Řezno. Cyklistická trasa Klubu českých turistů I. třídy je navedena k Ovčímu vrchu u České Kubice na hranicích s Německem. Dále na ni navazuje cyklostezka do Řezna. Délka trasy na českém území je 185 km, celá trasa měří 305 km. Spojnice je součástí evropské dálkové trasy EuroVelo 4.

### Naučné stezky

#### NS Stará Plzeň - "Stará Plzeň a kupci"
Naučná stezka je zaměřená na období raného středověku a seznamuje se soudobou podobou a organizací hradiště Hůrka i celé staroplzeňské aglomerace. Zabývá se životem kupců na řezenské cestě a významem Přemyslovského hradu Plzeň na ostrožně Hůrka pro obchod raně středověkých Čech.

## Slavnosti na Řezenské cestě
- Zabíjení draka - Furth im Wald
- Chodské slavnosti a Vavřinecká pouť - Domažlice

## Spolupráce a partnerství měst a obcí na Řezenské cestě
- Plzeň - Řezno (Regenburg)
- Domažlice - Furth im Wald
- Klenčí pod Čerchovem - Waldmünchen
- Cham - Klatovy